# Niederdeutsche Bühne Flensburg

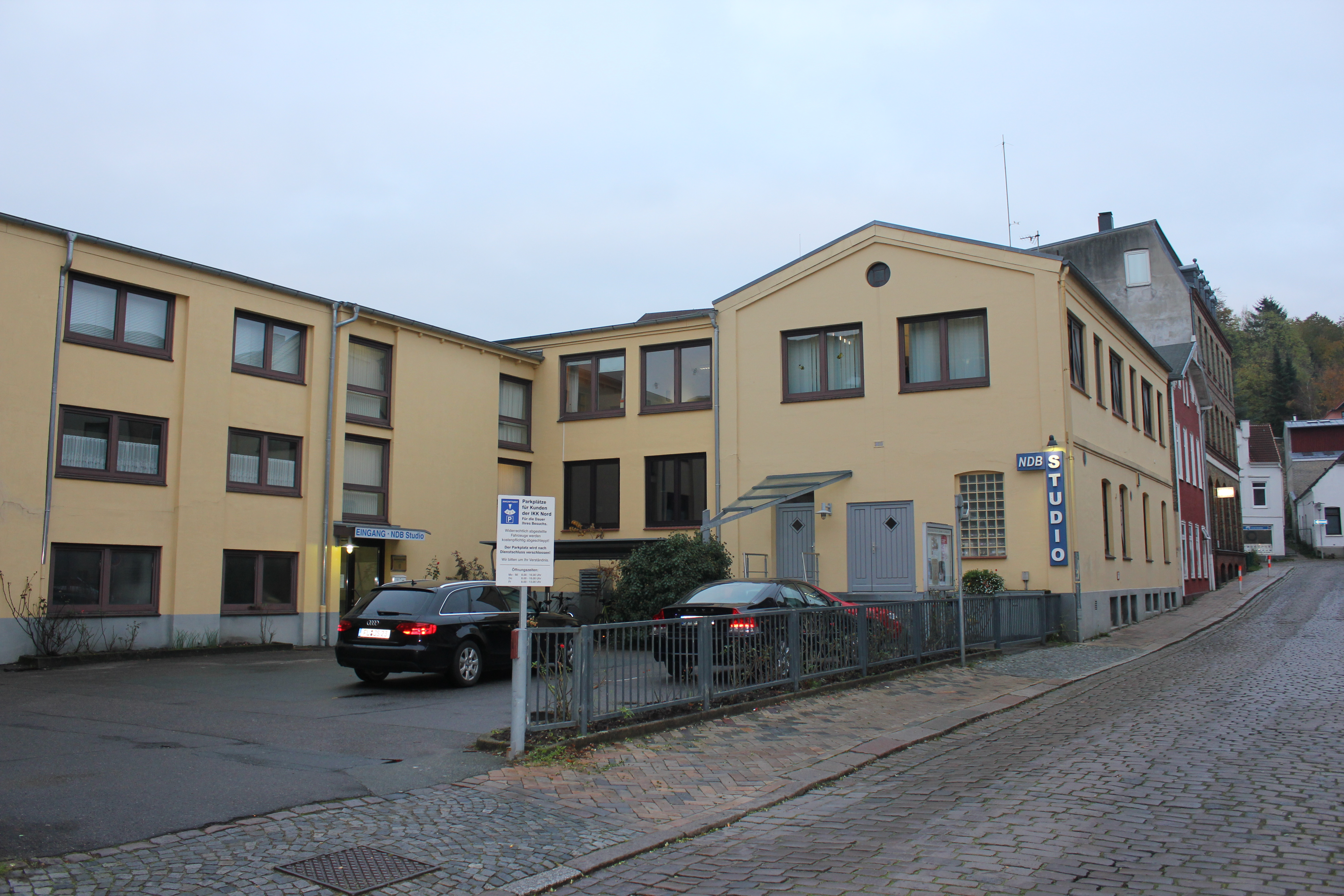
Das Gebäude der Niederdeutschen Bühne

Die Niederdeutsche Bühne Flensburg (niederdeutsch Nedderdütsche Bühn) ist ein Theater in Flensburg.

## Geschichte
Die Wurzeln der Niederdeutschen Bühne Flensburg  gehen bis in das Jahr 1622 zurück, in dem erstmals in Flensburg von Schülern des Alten Gymnasiums Plattdeutsches Theater dargeboten wurde.
Seit 1828 sind die Aufführungen wie Bauernspiele und Lokalpossen dokumentiert; 1886 gründete sich mit dem Theaterclub Victoria der erste Bühnenverein. 1920 wurde dann die Flensburger Speeldeel gegründet, die es von einer losen Spielgruppe sehr schnell zu einem homogenen Ensemble brachte. 1926 wurde die Speeldeel in die Niederdeutsche Bühne Flensburg umbenannt.
Im Zuge einer Umorganisation der Theater in Schleswig-Holstein im Jahre 1974 wurde die Niederdeutsche Bühne selbstständiger Theaterbetrieb der Stadt Flensburg und hieß fortan "Niederdeutsche Bühne der Stadt Flensburg". In der ersten Saison wurden 78 Aufführungen gegeben und über 24.000 Besucher gezählt.
Im Januar 1982 konnte das Studio der Niederdeutschen Bühne eröffnet werden, ein Theaterraum mit 99 Plätzen als das "Kleine Haus" der Bühne, mit unmittelbarem Kontakt zum Zuschauer und besten Möglichkeiten für Kammerspiel, Lesung, Kabarett und experimentellem Theater, jeweils weiterhin auf Plattdeutsch.
1995 gab es eine größere Veränderung, als die Niederdeutsche Bühne auf Grund städtischer Sparzwänge aus der Obhut der Stadt entlassen wurde. Der Verein "Niederdeutsche Bühne Flensburg e. V." übernahm mit verringertem Zuschuss die Trägerschaft, so konnte die Tradition bewahrt und das Theater erhalten werden.

## Gegenwart
Das Theater beschäftigt heute einen hauptamtlichen Bühnenleiter und vier Mitarbeiter im technisch-künstlerischen Bereich. Das Ensemble selbst besteht aus rund 60 ehrenamtlichen Mitgliedern. Mit durchschnittlich sieben Premieren pro Spielzeit, hauptsächlich von Berufsregisseuren einstudiert, erreicht die Bühne auch heute bei etwa 1.500 Abonnenten zirka 24.000 Zuschauer.
Unterstützt wird die Bühne ferner durch einen 1979 gegründeten Förderverein mit 120 Mitgliedern.

## Auszeichnungen
- 2012 Niederdeutscher Literaturpreis der Stadt Kappeln[2]

## Bekannte Schauspieler
An der Niederdeutschen Bühne Flensburg spielten unter anderem folgende Schauspieler:
- Fritz Wempner (1910–1994)
- Jens Exler (1914–1987)
- Renate Delfs (1925–2018)
- Günter Neumann (1928–1974)
- Willy Bartelsen (1929–2001)
- Holger Potzern († 2007)
- Konrad Hansen (1933–2012)
- Friedhelm Ptok (* 1933)
- Jürgen Pooch (1943–1998)
- Peter Heinrich Brix (* 1955)
- Rolf Petersen (* 1963)
- Sylvia Wieland (* 1963)
- Axel Stosberg (* 1967)
- Ole Lagerpusch (* 1982)
- Hinnerk Todt († 2014)